# Pierre LaPlante
Pierre LaPlante (soms ook: La Plante) (West Allis, 25 september 1943) is een Amerikaanse componist, muziekpedagoog, dirigent en fagottist van Frans-Canadese afkomst.

## Levensloop
LaPlante groeide op in Sturgeon Bay en was daar gedurende zijn High School tijd lid van het harmonieorkest, het koor en de theatergroep. Later studeerde hij muziek aan de Universiteit van Wisconsin in Madison en behaalde daar zijn Bachelor of Music in 1967 alsook zijn Master of Music in 1972. 
In 1967 werd hij muziekleraar en dirigent aan de openbare scholen in Blanchardville, nu: Pecatonica Area Schools. Daar dirigeerde hij onder anderen het harmonieorkest en het koor. In 1972 vertrok hij naar Prescott en werd instructeur en dirigent van het harmonieorkest, de "marching band" en het koor. In 1975 ging hij terug naar Blanchardville en was wederom muziekleraar en dirigent. In 2001 ging hij met pensioen. 
LaPlante was als fagottist werkzaam in diverse orkesten en harmonieorkesten zoals het Beloit-Janesville Symphony, het Unitarian Society Orchestra en het Madison Wind Ensemble.
Zijn ervaringen met jeugdharmonieorkesten en jeugdige muzikanten zijn terug te vinden in zijn werken, die hij componeerde. LaPlante is een veel gevraagd jurylid bij wedstrijden en concoursen. 

## Composities

### Werken voor orkest
- A Venetian Serenade, voor strijkorkest
- Hymn and Fuguing Tune on Middlebury, voor strijkorkest

### Werken voor harmonieorkest
- 1976 Western Portrait
- 1979 Overture on a Minstrel Tune
- 1983 Prospect: The Southern Harmony (1835), hymne voor harmonieorkest[1]
- 1987 Lakeland Portrait
- 1988 American Riversongs[2][3][4][5]
- 1989 Every Time I feel the Spirit
- 1990 Monterey March
- 1993 Barn Dance Saturday Night
- 1998 Prairie Songs
- 2001 The Red River Valley
- 2002 Legends and Heroes - American Folksong Suite nr. 1
  1. Patrick on the railway
  2. Sweet Betsy
  3. Little David, play on!
- 2004 Five good-natured variations on "Mr. Frog he went a Courtin
- 2005 Early One Morning - English Country Settings II
  1. Early One Morning
  2. Lavender's Blue
  3. Davy, Davy Knick Knack
- 2006 The Band in the Square - (On the 4th of July)
- 2012 Down In The Valley
- 2013 The Great American West Suite
  1. Waltz on the Range
  2. Desperado
  3. The California Stage (In the Days of ‘49)

- A Carol Triptych
- A Cowboy Symphony
- A Little French Suite
- All in a Garden Green
- All Ye Young Sailors (Blow The Man Down)
- English Country Settings
- Fantasy on a Fiddle Tune
- Gathering Places
- In The Forest Of The King - A Suite of Old French Folksongs
- La Bonne Aventure - (The Good Adventure)
- Minka's Sleigh Ride
- Music For The King's Delight
- Nordic Sketches
- On The Colorado Trail
- Paganinioso - Concert Piece on the 24th Caprice
- The Grand old Duke of York
- The Voyageurs[6]
  1. En Roulant
  2. A La Claire Fontaine
  3. Rendezvous

### Vocale muziek

#### Werken voor koor
- 1981 The Pinery Boy, voor gemengd koor a capella

#### Liederen
- Pinery Boy, voor alt en piano - traditioneel lied vanuit Wisconsin

### Kamermuziek
- An Old Wisconsin Christmas, voor kamerensemble